# ساری‌باغچه (جیحان)
ساری‌باغچه (به ترکی استانبولی: Sarıbahçe) یک منطقهٔ مسکونی در ترکیه است که در جیحان واقع شده‌است.